# Siempre Eva
Siempre Eva es una película dirigida por Tay Garnett en 1937. Adapta la novela Stand-In de Clarence Budington Kelland.

## Sinopsis
El banquero neoyorquino Atterbury Dodd recibe el encargo de su jefe, Fowler Pettypacker, de ir a Hollywood para sacar del marasmo económico en el que se encuentra el estudio cinematográfico de su propiedad, Colossal Films. El problema es que Dodd, cuya única obsesión son las matemáticas, lo desconoce todo sobre el mundo del cine y su mecanismo industrial. Pero con la ayuda de la señorita Plum, doble de la principal actriz del estudio, Thelma Cheri, que es contratada por Atterbury como secretaria, y de Douglas Quintain, un director dado a la bebida desde que le abandonara la Cheri por otro director, intentará poner fin al despilfarro que impera en el estudio supervisando los gastos de la última producción emprendida por el estudio: “Sexo y Satán”.

## Reparto
| Actor           | Personaje          |
| --------------- | ------------------ |
| Leslie Howard   | Atterbury Dodd     |
| Joan Blondell   | Lester Plum        |
| Humphrey Bogart | Quintain           |
| Alan Mowbray    | Koslofski          |
| Marla Shelton   | Thelma Cheri       |
| C. Henry Gordon | Nassau             |
| Jack Carson     | Tom Potts          |
| Tully Marshall  | Fowler Pettypacker |
| J. C. Nugent    | Junior Pettypacker |
| William V. Mong | Cyrus Pettypacker  |

- Datos: Q2672175